# Wisznice
Wisznice [vʲiʂˈɲit͡sɛ] é uma vila no condado de Biała, na voivodia de Lublin, no leste da Polônia. É a sede da gmina (comuna - distrito administrativo) chamada Gmina Wisznice (Comuna de Wisznice). Fica a 36 quilômetros (22 milhas) ao sul de Biała Podlaska, 92 km (57 milhas) a nordeste da capital regional Lublin, e 186 Km (115 milhas) a leste da capital nacional Varsóvia. Dista-se apenas 31 Km (19 milhas) da fronteira com a Bielorrússia.
A vila tem uma população de 1.559 habitantes, informação do censo de 2011.

## História
A história de Wisznice remonta dos séculos X-XIII, quando a área onde hoje se situa Wisznice estava sob o domínio do estado polonês e da Rússia. Apenas em 1579 Wisznice recebe os direitos de se tornar cidade. Atualmente, além de Wisznice, o município possui 15 aldeias: Curyn, Dołholiska, Dubica Dolna, Dubica Górna, Horodyszcze, Łyniew, Małgorzacin, Marylin, Polubicze Dworskie, vila Polubicze I, vila Polubicze II, Ratajewicze, Rowiny, Wisznice-Kolonia, e Wygoda .

## Atrações turísticas

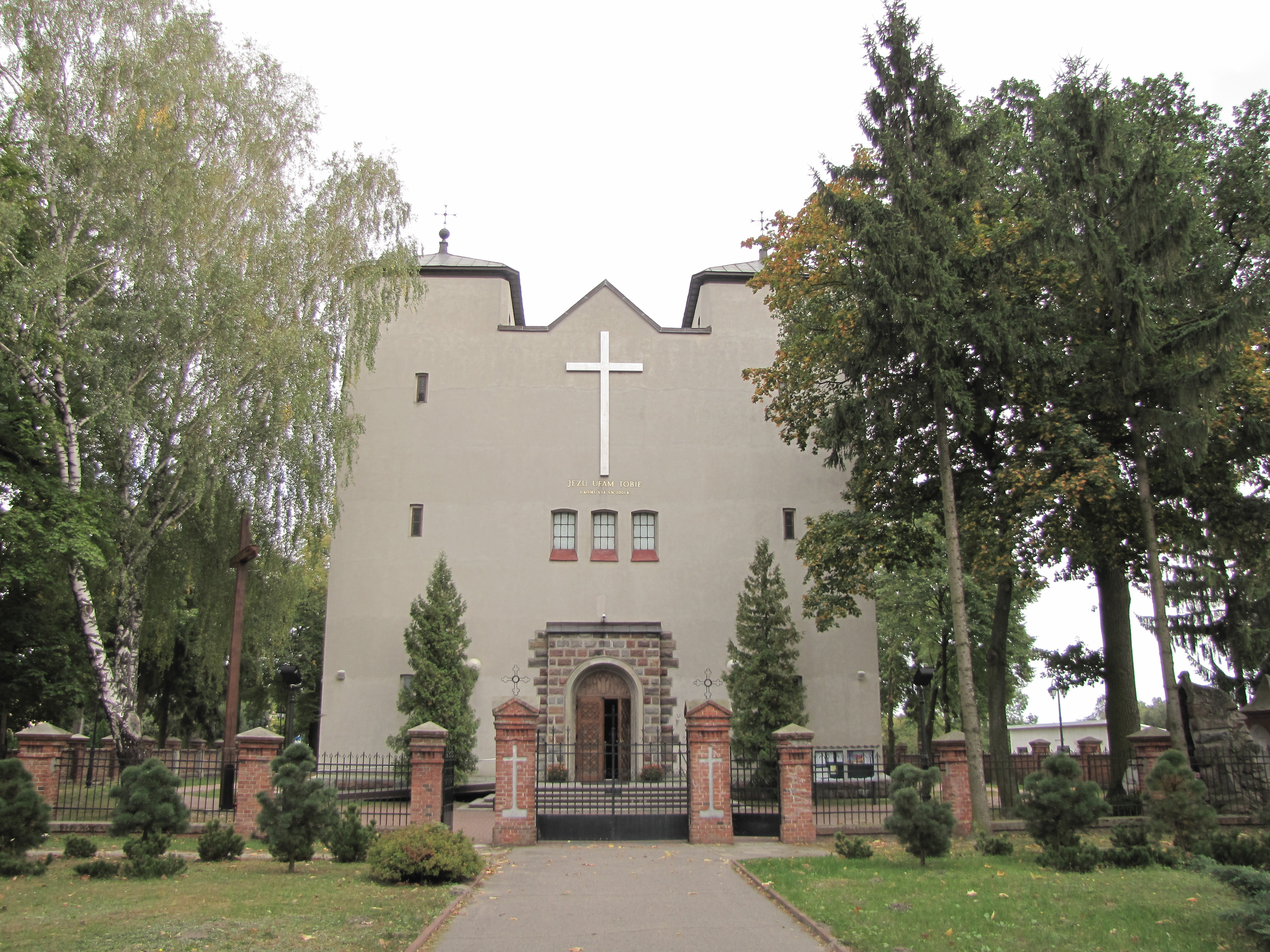
Igreja Católica da Transfiguração do Senhor
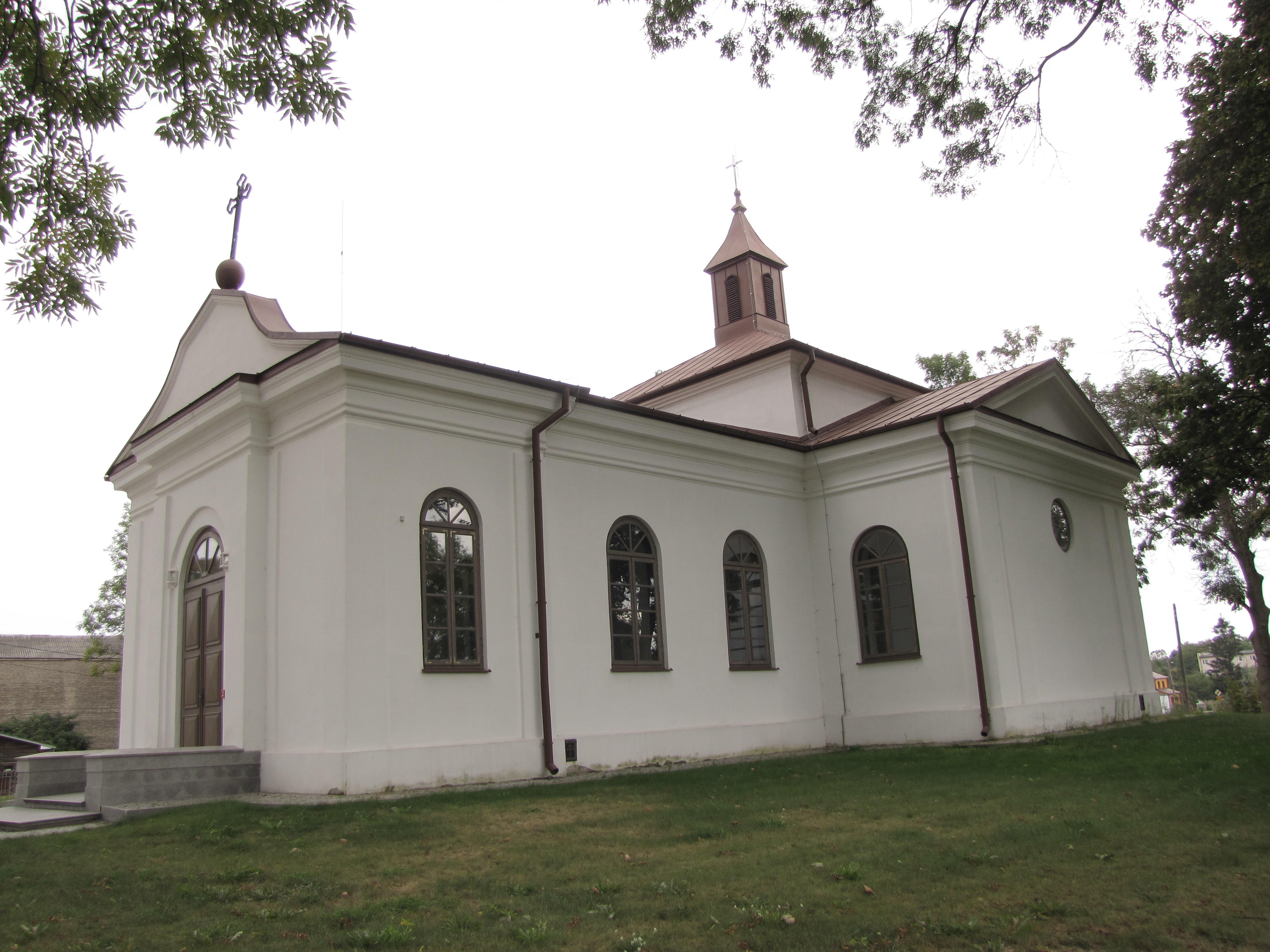
Centro de Cultura Cristã

## Educação em Wisznice
A vila possui uma escola primária, fundada em 1630, e uma secundária, fundada em 1946.

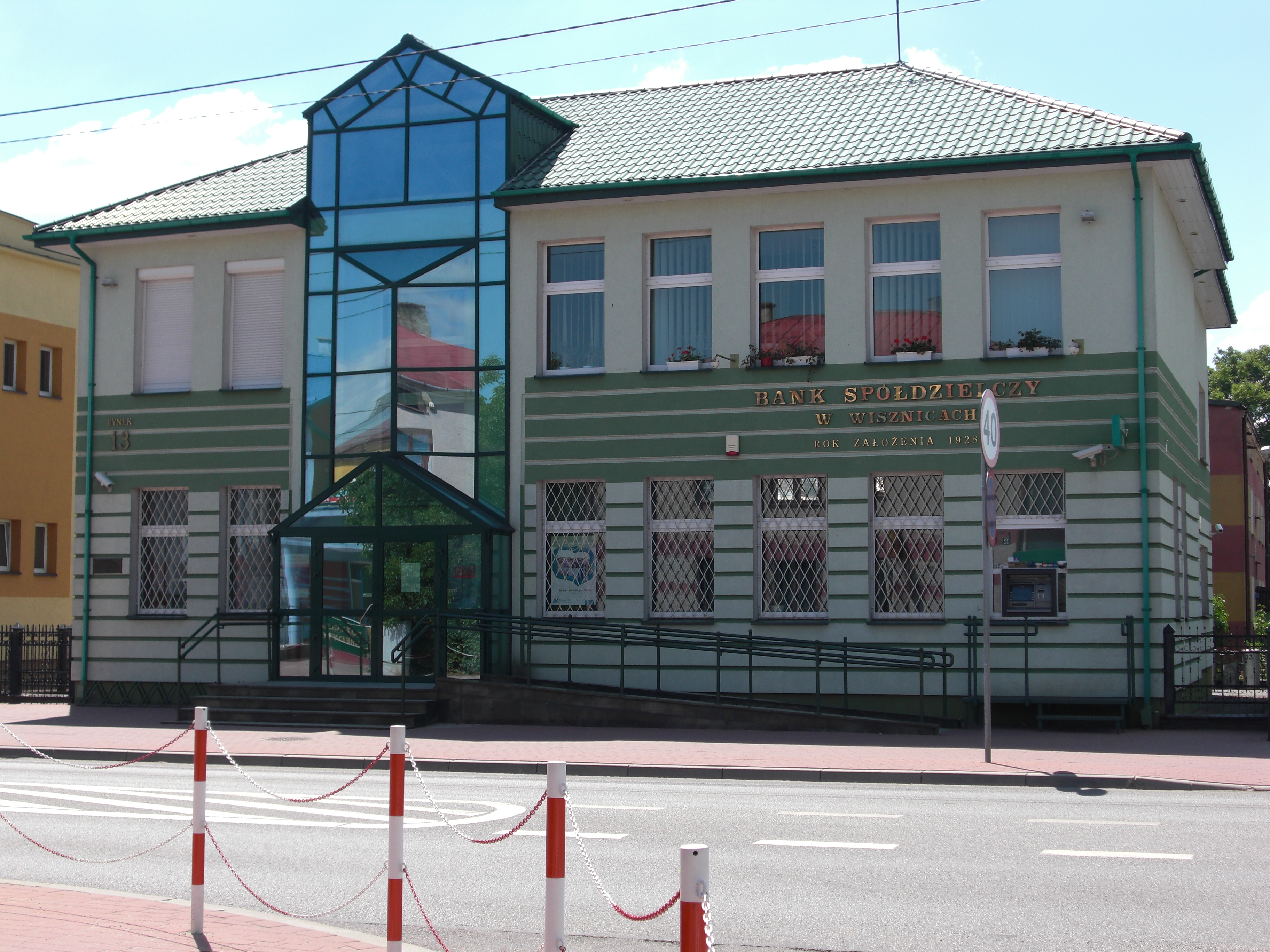
Banco em Wisznice

## Economia

### Banco
Há somente um banco na vila, o Bank Spółdzielczy w Wisznicach.